# Ismail El Shafei
Ismail El Shafei ((in arabo إسماعيل الشافعي‎?); Il Cairo, 15 novembre 1947) è un dirigente sportivo ed ex tennista egiziano, il primo e finora unico ad aver raggiunto la top 40 della classifica ATP.

## Biografia

### Carriera sportiva
Viene introdotto al tennis dal padre, a sua volta giocatore di tennis, che lo assisterà nelle vesti di allenatore nei primi anni. Nel 1962, a soli 15 anni, si laurea campione nazionale.
Nel 1964 vince il Torneo di Wimbledon della categoria juniores.
Dopo essersi laureato in economia e scienze politiche all'Università del Cairo nel 1968, passa subito al tennis professionistico debuttando al Torneo di Wimbledon. Sempre a Wimbledon nel 1974 raggiunge il suo miglior risultato nei tornei del Grande Slam quando si spinge fino ai quarti di finale diventando uno dei quattro tennisti capace di sconfiggere Björn Borg sui campi dell'All England Lawn Tennis and Croquet Club. In singolare vanta un successo al Philippine International di Manila nel 1974 battendo in finale il tedesco Hans-Jürgen Pohmann e una finale persa a Taipei nel 1977 contro Tim Gullikson. Nell'aprile 1975 raggiunge la sua miglior classifica con la 34ª posizione.
Nel doppio ha raccolto risultati migliori con nove successi a livello ATP, conditi da diciassette finali perse, e due titoli nel circuito challenger. Dal 1971 al 1979 ha fatto coppia con il neozelandese Brian Fairlie, con il quale ha raggiunto i quarti di finale agli Australian Open nel 1978 e a Wimbledon nel 1981. Nell'agosto 1978 ha toccato la 26ª posizione del ranking.
Con la selezione di Coppa Davis, a parte dal 1963, ha disputato 17 spareggi con uno score di 15 successi e 10 sconfitte in singolare e 8 successi e 9 sconfitte in doppio.

### Dopo il ritiro
Subito dopo il ritiro comincia a collaborare con l'Egyptian Tennis Federation (ETF), che presiede una prima volta nel 1996, nel 2005 viene eletto nuovamente presidente della federazione per un mandato di quattro anni al cui termine decide di non ricandidarsi.
Dal 1998 è entrato a far parte della board of directors dell'ITF, è inoltre membro della commissione degli allenatori.

## Statistiche

### Singolare

#### Vittorie (1)
| Legenda         |
| Grande Slam (0) |
| Grand Prix (1)  |

| Numero | Data             | Torneo                           | Superficie | Avversario in finale | Punteggio |
| 1.     | 24 novembre 1974 | Philippine International, Manila | Cemento    | Hans-Jürgen Pohmann  | 7-6, 6-1  |

#### Finali perse (1)
| Legenda         |
| Grande Slam (0) |
| Grand Prix (1)  |

| Numero | Data             | Torneo             | Superficie | Avversario in finale | Punteggio          |
| 1.     | 28 novembre 1977 | ATP Taipei, Taipei | Cemento    | Tim Gullikson        | 7-6, 5-7, 6-7, 4-6 |

### Doppio

#### Vittorie (9)
| Legenda              |
| Grande Slam (0)      |
| Grand Prix / WCT (9) |

| Numero | Data             | Torneo                                     | Superficie  | Compagno         | Avversari in finale                   | Punteggio     |
| 1.     | 29 aprile 1974   | St. Louis Open, Saint Louis                | Terra rossa | Brian Fairlie    | Ross Case Geoff Masters               | 7-6, 6-7, 7-6 |
| 2.     | 3 novembre 1974  | Benson & Hedges Classic, Christchurch      | Erba        | Roscoe Tanner    | Syd Ball Ray Ruffels                  | walkover      |
| 3.     | 10 novembre 1974 | Jakarta Open, Giacarta                     | Cemento     | Roscoe Tanner    | Jürgen Fassbender Hans-Jürgen Pohmann | 7-5, 6-3      |
| 4.     | 25 ottobre 1976  | Australian Indoor Championships, Sydney    | Cemento     | Brian Fairlie    | Syd Ball Kim Warwick                  | 4-6, 6-4, 7-6 |
| 5.     | 11 luglio 1977   | Hall of Fame Tennis Championships, Newport | Erba        | Brian Fairlie    | Tim Gullikson Tom Gullikson           | 6-7, 6-3, 7-6 |
| 6.     | 19 marzo 1978    | Cairo Open, Il Cairo                       | Terra rossa | Brian Fairlie    | Lito Álvarez George Hardie            | 6-3, 7-5, 6-2 |
| 7.     | 10 marzo 1980    | Cairo Open, Il Cairo                       | Terra rossa | Tom Okker        | Christophe Freyss Bernard Fritz       | 6-3, 3-6, 6-3 |
| 8.     | 14 luglio 1980   | Swiss Open Gstaad, Gstaad                  | Terra rossa | Colin Dowdeswell | Mark Edmondson Kim Warwick            | 6-4, 6-4      |
| 7.     | 16 marzo 1980    | Cairo Open, Il Cairo                       | Terra rossa | Balázs Taróczy   | Paolo Bertolucci Gianni Ocleppo       | 6-7, 6-3, 6-1 |

#### Finali perse (17)
| Legenda               |
| Grande Slam (0)       |
| Grand Prix / WCT (17) |

| Numero | Data              | Torneo                                            | Superficie       | Compagno       | Avversari in finale           | Punteggio     |
| 1.     | 16 agosto 1970    | U.S. Pro Tennis Championships, Boston             | Cemento          | Torben Ulrich  | Roy Emerson Rod Laver         | 1-6, 6-7      |
| 2.     | 25 settembre 1972 | Los Angeles Open, Los Angeles                     | Cemento          | Brian Fairlie  | Jimmy Connors Pancho Gonzales | 3-6, 6-7      |
| 3.     | 8 ottobre 1972    | Redwood Bank Pacific Coast Championships, Alamo   | Cemento          | Brian Fairlie  | Tom Okker Marty Riessen       | 6-7, 4-6      |
| 4.     | 8 ottobre 1972    | Swedish Pro Tennis Championships, Göteborg        | Sintetico indoor | Brian Fairlie  | Tom Okker Marty Riessen       | 2-6, 6-7      |
| 5.     | 5 marzo 1973      | Chicago WCT, Chicago                              | Sintetico indoor | Brian Fairlie  | Ken Rosewall Fred Stolle      | 7-6, 4-6, 2-6 |
| 6.     | 16 aprile 1973    | ATP Cleveland, Cleveland                          | Sintetico indoor | Brian Fairlie  | Ken Rosewall Fred Stolle      | 2-6, 3-6      |
| 7.     | 19 agosto 1973    | Tanglewood International Tennis Classic, Clemmons | Sintetico indoor | Brian Fairlie  | Bob Carmichael Frew McMillan  | 3-6, 4-6      |
| 8.     | 25 gennaio 1975   | Baltimore WCT, Baltimora                          | Sintetico indoor | Frew McMillan  | Bob Carmichael Ray Ruffels    | 4-6, 3-6      |
| 8.     | 25 gennaio 1975   | Carolinas International Tennis, Charlotte         | Terra rossa      | Brian Fairlie  | Patricio Cornejo Jaime Fillol | 3-6, 7-5, 4-6 |
| 9.     | 16 marzo 1976     | Mexico City WCT, Città del Messico                | Terra rossa      | Brian Fairlie  | Brian Gottfried Raúl Ramírez  | 4-6, 6(4)–7   |
| 10.    | 18 ottobre 1976   | Brisbane International, Brisbane                  | Erba             | Brian Fairlie  | Syd Ball Kim Warwick          | 4-6, 6(4)–7   |
| 11.    | 1º novembre 1976  | Western Australian Open, Perth                    | Cemento          | Bob Carmichael | Dick Stockton Roscoe Tanner   | 7-6, 1-6, 2-6 |
| 12.    | 8 novembre 1976   | Japan Open Tennis Championships, Tokyo            | Terra rossa      | Brian Fairlie  | Bob Carmichael Ken Rosewall   | 4-6, 4-6      |
| 13.    | 17 luglio 1978    | Cincinnati Open, Mason                            | Cemento          | Brian Fairlie  | Raúl Ramírez Gene Mayer       | 3-6, 3-6      |
| 14.    | 13 agosto 1978    | New Orleans Open, New Orleans                     | Sintetico indoor | Brian Fairlie  | Dick Stockton Erik Van Dillen | 6-7, 3-6      |
| 15.    | 5 marzo 1979      | Lagos Open, Lagos                                 | Cemento          | Peter Feigl    | Joel Bailey Bruce Kleege      | 4-6, 7-6, 3-6 |
| 16.    | 24 settembre 1979 | Campionati Internazionali di Sicilia, Palermo     | Terra rossa      | John Feaver    | Peter McNamara Paul McNamee   | 5-7, 6-7      |
| 17.    | 20 dicembre 1981  | Sofia Open, Sofia                                 | Sintetico indoor | Rick Meyer     | Thomas Emmrich Jiří Granát    | 6-7, 6-2, 4-6 |

### Tornei minori

#### Doppio

##### Finali perse (2)
| Legenda        |
| Challenger (2) |
| Futures (0)    |

| Numero | Data              | Torneo                      | Superficie  | Compagno      | Avversari in finale        | Punteggio     |
| 1.     | 22 settembre 1980 | Cosenza Challenger, Cosenza | Terra rossa | Ricardo Ycaza | Ernie Ewert Brad Guan      | 6-7, 3-6      |
| 1.     | 22 settembre 1980 | Tunis Challenger, Tunisi    | Terra rossa | Jan Kodeš     | Steve Meister Craig Wittus | 4-6, 6-1, 1-6 |